# Diablo Cody
Brook Busey-Hunt (Lemont, Illinois, 14 de junio de 1978), más conocida por el seudónimo de «Diablo Cody», es una guionista y bloguera estadounidense ganadora del Óscar al mejor guion original de 2007 por su guion para la película Juno. En 2013 debutó como directora con la película Paradise. También es guionista de la película protagonizada por Megan Fox, Jennifer's Body.

## Biografía

### Inicios
Hasta los 24 años, la vida de Brook Busey transcurrió en un barrio residencial de Chicago, en el seno de una familia de clase media alta. A esa edad se enamoró de Jon Hunt por Internet -con quien se casaría y separarse posteriormente-, se trasladó a Minnesota con él y, aunque trabajaba de mecanógrafa, se sintió atraída por el mundo del "streaptease", alternando este trabajo con un servicio sexual telefónico. Su vida cambió cuando un productor de Hollywood se fijó en el blog donde narraba todas sus experiencias, le impulsó para escribir un libro (Candy girl: a year of the life of an unlikely stripper) y le insistió para escribir un guion sobre este, trabajo que con el tiempo se transformaría en el guion de Juno.

### TV
Escribió la serie de televisión United States of Tara, basada en una idea de Steven Spielberg cuya primera temporada se han emitido en EE. UU. en Showtime, en Canadá por The Movie Network y en España en Paramount Comedy. Después de la difusión de tan sólo 4 episodios, se han renovado para una segunda temporada. La serie trata sobre la vida de Tara, una mujer que padece de múltiples personalidades. La historia no solo se regodea en este hecho, también cuenta como debe soportar la familia esta situación y convivir con sus excentricidades.

## Filmografía

### Cine
- Película de Madonna (TBA)[2]
- Tully (2018), guionista.
- Ricki and the Flash (2015), guionista.
- Paradise (2013), directora, guionista.
- The Umbrella Academy (2012), guionista.
- Young Adult (2011), guionista.
- Breathers: A Zombie´s Lament (2011), productora.
- Jennifer's Body (2009), guionista.
- United States Of Tara (2009-2011), guionista.
- Juno (2007), guionista.

### Televisión
| Año       | Título                | Crédito | Crédito  | Crédito   | Señal              | Notas                          | Ref   |
| Año       | Título                | Creador | Escritor | Productor | Señal              | Notas                          | Ref   |
| --------- | --------------------- | ------- | -------- | --------- | ------------------ | ------------------------------ | ----- |
| 2009–2011 | United States of Tara | Sí      | Sí       | Executive | Showtime           | 36 episodes                    | [ 3 ] |
| 2010      | Childrens Hospital    | No      | Sí       | No        | Adult Swim         | Episodio: "Show Me on Montana" | [ 4 ] |
| 2015–2017 | One Mississippi       | Sí      | Sí       | Executive | Amazon Prime Video | 12 episodios                   | [ 5 ] |
| TBA       | Powerpuff             | No      | Sí       | Executive | The CW             | En desarrollo                  | [ 6 ] |

## Premios y distinciones
Premios Óscar
| Año  | Categoría            | Película | Resultado |
| ---- | -------------------- | -------- | --------- |
| 2008 | Mejor guion original | Juno     | Ganadora  |

Globos de Oro
| Año  | Categoría            | Película | Resultado |
| ---- | -------------------- | -------- | --------- |
| 2007 | Mejor guion original | Juno     | Candidata |

Premios BAFTA
| Año  | Categoría            | Película | Resultado |
| ---- | -------------------- | -------- | --------- |
| 2007 | Mejor guion original | Juno     | Ganadora  |

Independent Spirit Awards
| Año  | Categoría                  | Película | Resultado |
| ---- | -------------------------- | -------- | --------- |
| 2007 | Mejor guion de ópera prima | Juno     | Ganadora  |